# Harold Halibut
Harold Halibut — видеоигра, разработанная и выпущенная немецкой независимой студией Slow Bros для Windows, Xbox Series и PlayStation 5. Она представляет собой повествовательную игру, с основным местом действия в затонувшей космической станции на неизвестной планете. Гарольд, уборщик станции и главный герой выполняет разные просьбы жителей станции и должен найти способ покинуть планету.
Игра разрабатывалась в течение 12 лет, изначально Harold Halibut должна была создана на основе покадровой анимации, но затем разработчики оцифровали созданные куклы и реквизиты, перенося их на движок Unity.
Harold Halibut получила смешанные отзывы. Критики прежде всего хвалили игру за её анимации, художественный стиль и внимание к деталям. Главным предметом критики стал недостаток квестов в игре и слишком медленный темп прохождения. Ига также получила ряд премий и наград на игровых и кинофестивалях

## Игровой процесс

Изображение одной из игровых локаций

Harold Halibut представляет собой линейную приключенческую игру с сюжетным уклоном, прохождение поделено шесть глав. Игровой персонаж перемещается внутри затонувшего космического корабля «Федора 1», общается с неигровыми персонажами и подслушивает их разговоры, что также необходимо для продвижения в сюжете. Персонажи дают игроку квесты, некоторые из которых требуется выполнить для завершения основного сюжета, есть также побочные квесты, которые сохраняться в специальном списке в меню. Для выполнения заданий требуется взаимодействовать с предметами посредством point and click. Для выполнения некоторых целей требуется решать простые головоломки или играть в мини-игры, например уборка комнаты представляет собой вариацию тетриса, также мини-игры доступны на внутриигровых аркадных автоматах.
Действие происходит внутри космического корабля, затонувшего посреди океана на непригодной для наземной жизни планете. Корабль покинул Землю в 1970-е годы в разгар Холодной войны и дрейфовал в космосе 200 лет в поисках экзопланеты для колонизации, пока на потерпел крушение в результате солнечной вспышки.
Главный герой — Геральд, скромный рабочий по техническому обслуживанию в штате корабля, который решил помочь ученому Жанне Маро найти способ покинуть планету. Он обнаруживает способ снова запустить корабль, чтобы вернуться на Землю. Во время прохождения Гарольд обнаруживает похожего на рыбу гуманоида, застрявшего в системе фильтрации корабля и чей вид населяет океан планеты.

## Разработка
Harold Halibut была разработана независимой студией Slow Bros., в Германии, Кёльне. Разработкой руководил немец турецкого происхождения Онат Хекимоглы, режиссёр и выпускник Cologne Game Lab. Игра разрабатывалась более 10 лет и в начале команда работала над игрой на неполной ставке с небольшим финансированием. Разработка началась в 2012 году, в команду входили три человека. На разработку ушло 12 лет. Команда работала в условиях недофинансирования, что и стало главной причиной многолетней разработки. Первые несколько лет проект финансировался государственным кинофондом Северной Рейн-Вестфалии. Разработку также затягивало расторжение контракта с издателем Curve Games, пандемия Covid-19, кризис в команде, едва не сорвавший проект. В 2017 году студия запустила сбор средств на разработку на Kickstarter, чтобы собрать 170000 долларов, но компания по сбору средств оказалась неудачной.
Ранняя версия игры уделала больше внимания головоломкам, но Хекимоглы заметил, что в итоге было принято решение сделать игру более линейной и сделать основной уклон на повествование, чтобы игрок изучал внутриигровой мир и общался с неигровыми персонажами. Со слов разработчиков головоломки отвлекали игрока от погружения. Разработчики черпали вдохновение у игр вроде Night in the Woods или Firewatch. Отвечая на комментарии о слишком медленном игровом процессе, разработчики заметили, что Harold Halibut — прежде всего о том, чтобы наслаждаться окружением и изучать детали игрового мира.

### Анимации и дизайн
По изначальной задумке Harold Halibut должна была быть повествовательной игрой с покадровой анимацией. Работая над сюжетом, разработчики вдохновлялись такими фильмами, как Долина Гванги и Ясон и аргонавты. Работая над научно-фантастической составляющей, команда вдохновлялась романом «Солярис», где основное действие также разворачивается в замкнутом пространстве и одновременно затрагиваются философские темы о вселенной и бытие.
Решение в начале создать игру с покадровой анимацией объяснялось отсутствием опыту 3D моделирования у разработчиков, но решивших применить свои навыки дизайнеров костюмов, плотников и скульпторов. Оле Тиллманн, арт-директор и соучредитель Slow Bros заметил, что сам является поклонником восточноевропейской кукольной анимации. Команда разработчиков вручную изготавливала куклы, реквизит, декорации, костюмы из разных материалов, в том числе глины, текстиля, сварного металла и древесины. Костюмы для кукл и инопланетян создала Холле Шликманн. Изначально в игре должна была демонстрироваться покадровая анимация без оцифровывания, но арт-директор Оле Тиллман заметил, что реализация такой цели оказалась непосильно сложной задачей для разработчиков и им пришлось бы сильно ограничить геймплей. Хекимоглы заметил, что в процессе разработки команда создала 40 моделей персонажей, израсходовала около 200 килограммов глины и в целом первые несколько лет разработки представляли собой эксперименты.
Через два года после разработки было принято решение оцифровать все куклы и реквизиты и создать игру на движке Unity. цифровые копии были созданы с помощью фогограмметрии. Для этого предметы фотографировали со всех ракурсов. Анимации создавались с помощью захвата движения, когда движения актёров записывались и применялись на моделях персонажей. Вначале разработчики записывали движения аниматроников, сделанные с помощью покадровой съёмки, но это оказалось слишком сложно.
В начале, в процессе цифровизации команда столкнулась со значительными трудностями, так команда не могла переместить в движок отсканированные трёхмерные изображения, оказавшиеся слишком крупными для движка, также не работало освящение. Ситуацию спасли выпущенные в 2015 году инструменты по рендерингу, что помогло придать цифровым объектам более реалистичный облик. Дальнейшие обновления программного обеспечения облегчали и ускоряли ход разработки. Хекимоглы с сарказмом заметил, что за следующие несколько лет разработчики уже успели сделать ремастер собственной игры.
Таллиман заметил, что разработка Harold Halibut проходила в «обратном направлении», упоминая, что как правило на ранних этапах разработки компьютерной игры, создатели заняты разработкой технических аспектов и уже к концу работают над графикой и художественным стилем, у разработчиков Harold Halibut оказалось ровно всё наоборот — «Мы придумали построение мира, как всё должно выглядеть, освящение, атмосферу — слишком рано. И в итоге потребовалось время, чтобы появились технологии, позволившие нам всё это сделать».

## Критика
| Сводный рейтинг    | Сводный рейтинг                       |
| Агрегатор          | Оценка                                |
| ------------------ | ------------------------------------- |
| Metacritic         | 69/100 (PC) 70/100 (PS5) 74/100 (XBX) |
| Иноязычные издания |                                       |
| Издание            | Оценка                                |
| Edge               | 5/10                                  |
| Eurogamer          | [ 21 ]                                |
| GameSpot           | 7/10                                  |
| GamesRadar+        | [ 23 ]                                |
| IGN                | 8/10                                  |
| Jeuxvideo.com      | 16/20                                 |
| PC Gamer (US)      | 60%                                   |
| Shacknews          | 9/10                                  |
| Multiplayer.it     | 8.5/10                                |
| Siliconera         | 10/10                                 |

Игра получила смешанные отзывы со стороны игровых кортиков согласно агрегатору Metacritic.
Критики прежде всего похвалили визуальную составляющую Harold Halibut, то, c какой амбициозностью разработчики подошли к этому. Редакция Edge назвала графику «памятником мастерству» и «техническим волшебством», сравнивая её с покадровой анимацией Aardman Animations. Представитель GamesRadar+ похвалил игру за её очаровательные модели персонажей, осязаемый дизайн и скрупулёзное внимание к деталям, хотя и отметил некоторую грубость в анимациях. Дэниел Буэно с сайта Siliconera оценил «уникальные» визуальные эффекты игры, их чёткость, называя их «неоспоримым техническим достижением».
Обозреватели в целом похвалили повествование в игре. Гарольд Голдберг с сайта New York Times назвал сюжет «честным, сочувствующим и мастерски изображающим тонкости человеческой натуры, чего не хватает многим играм». Роллин Бишоп из GamesRadar+ была глубоко тронута историей, дополнявшей «необычные и забавные» аспектам игры. Элис Белл из Rock Paper Shotgun назвала персонажей странными и очаровательными, а также похвалила игру за внимание «незначительным, но причудливым деталям в взаимодействиях». Мег Пелликкьо с сайта TheGamer также осталась довольна сюжетом, наполненным счастливыми и грустными моментами, мистикой, сюрреалистичными сценами и которые навсегда западут в памяти игрока. Лукас Уайт с сайта Shacknews похвалил сюжет за его обнадёживающий тон и то, как игра убедительно показывает личностный рост Гарольда, тем не менее иногда сюжет может заходить в тупик. Джошуа Уоленс с сайта PC Gamer заметил, что несмотря «вспышки гениальности» и внимание к развитию персонажей, некоторые диалоги казались слишком затянутыми и убивали атмосферу. Редактор Edge остался доволен концовкой, хотя заметил, что сюжет мог бы быть посмелее, а его диалоги и юмор — «поострее». Кэтрин Касл с сайта Rock Paper Shotgun раскритиковала личность Гарольда, назвав его пустой и лишённой интересов личностью, а также раскритиковав бессмысленную жестокость персонажей, взаимодействовавших с героем в начале прохождения .
Ряд критиков выразили недовольство по поводу недостатка головоломок в игре из-за её выраженной повествовательной направленности. Дэниел Буэно с сайта Siliconera заметил, что игре не хватает геймплея, головоломок, взаимодействий, хотя счёл эти недостатки не критичными. Лукас Уайт из Shacknews был разочарован практически отсутствием квестов и линейным развитием сюжета с отсутствием разных вариантов концовок. Мэтт Гарднер из Forbes заметил, что найденные им головоломки были слишком простыми, им не хватало нюансов и они не соответствовали повествованию. Мэтт отдельно раскритиковал «однотипные и на удивление плохие» аркадные игры.
Ряд критиков остались недовольны медленным темпом игры. Элис Белл из Rock Paper Shotgun назвала игру «необъяснимо» длинной и заметила, что многие игроки просто сочтут её скучной. Аналогично Кэтрин Касл с сайта Rock Paper Shotgun была раздражена медленным передвижением персонажа, которое сильно замедляло прохождение. Редактор Edge назвал Harold Halibut в целом очень тяжёлой игрой, проверяющей игрока на терпение, а также сослался на слишком длинные диалоги, отсутствие интерактивности и ограниченное участие игрока в сюжете. Джошуа Уоленс из PC Gamer, комментируя «строго повествовательный» фокус игры, назвал  Harold Halibut утомительной, тяжёлой. Интересные моменты смешиваются с утомительным и пустым прохождением. Роллин Бишоп из GamesRadar+ также жаловался на необходимость слишком много бродить. Уилла Роу с сайта Kotaku, заметила, что игра сокрушает игрока своей скучной рутинностью.

### Награды
Harold Halibut была номинирована на нескольких игровых и кино-фестивалях, например в номинациях «Самая ожидаемая игра», «Лучший маркетинг» на вручении Deutscher Entwicklerpreis. Игра выиграла премию правительства Германии в области культурной и творческой индустрии «Kultur- und Kreativpiloten Deutschland» в 2019 году, а также получила премию «видеоигра» на кинофестивале San Francisco Frozen Film Festival в 2022 году. Harold Halibut также была номинирована в категориях «Самая ожидаемая игра» и «Выбор критиков» на Indie Cup Germany в 2023 году. Игра показывалась на кинофестивалях Трайбека и на Slamdance Film Festival в 2021 году, а также на KLIK Amsterdam Animation Festival в 2023 году.